# Oecetis georgia
Oecetis georgia är en nattsländeart som beskrevs av Ross 1941. Oecetis georgia ingår i släktet Oecetis och familjen långhornssländor. Inga underarter finns listade i Catalogue of Life.